# 第十県

第十県
Kanton 10
Županija 10
Кантон 10

第十県（だいじゅっけん）、あるいはカントン10（ボスニア語:Kanton 10）はボスニア・ヘルツェゴビナ共和国の構成主体であるボスニア・ヘルツェゴビナ連邦の県。県都はリヴノ。

## 呼称
県の政府はヘルツェグ＝ボスナ県（セルボ・クロアチア語:Hercegbosanska županija / Херцегбосанска жупанија）という呼称を使用している。この呼称はボスニア・ヘルツェゴビナ紛争時にボスニア・ヘルツェゴビナの中に設置されたクロアチア人の国家「ヘルツェグ＝ボスナ・クロアチア人共和国」を示唆したものである。しかしながら、この呼称はボスニア・ヘルツェゴビナ連邦裁判所によって違憲と見なされている。その理由のひとつに、この県の領域はまったくヘルツェゴビナ地方に及んでいないことが挙げられる。
一般的には、この県は単に第十県（ボスニア語:Kanton 10、クロアチア語:Županija 10、セルビア語:Кантон 10）と呼ばれている。また、西ボスニア県（ボスニア語:Zapadnobosanski kanton、クロアチア語:Zapadnobosanska županija、セルビア語:Западнобосански кантон）、リヴノ県（ボスニア語:Livanjski kanton、クロアチア語:Livanjska županija、セルビア語:Ливањски кантон）といった呼称も用いられる。

## 基礎自治体

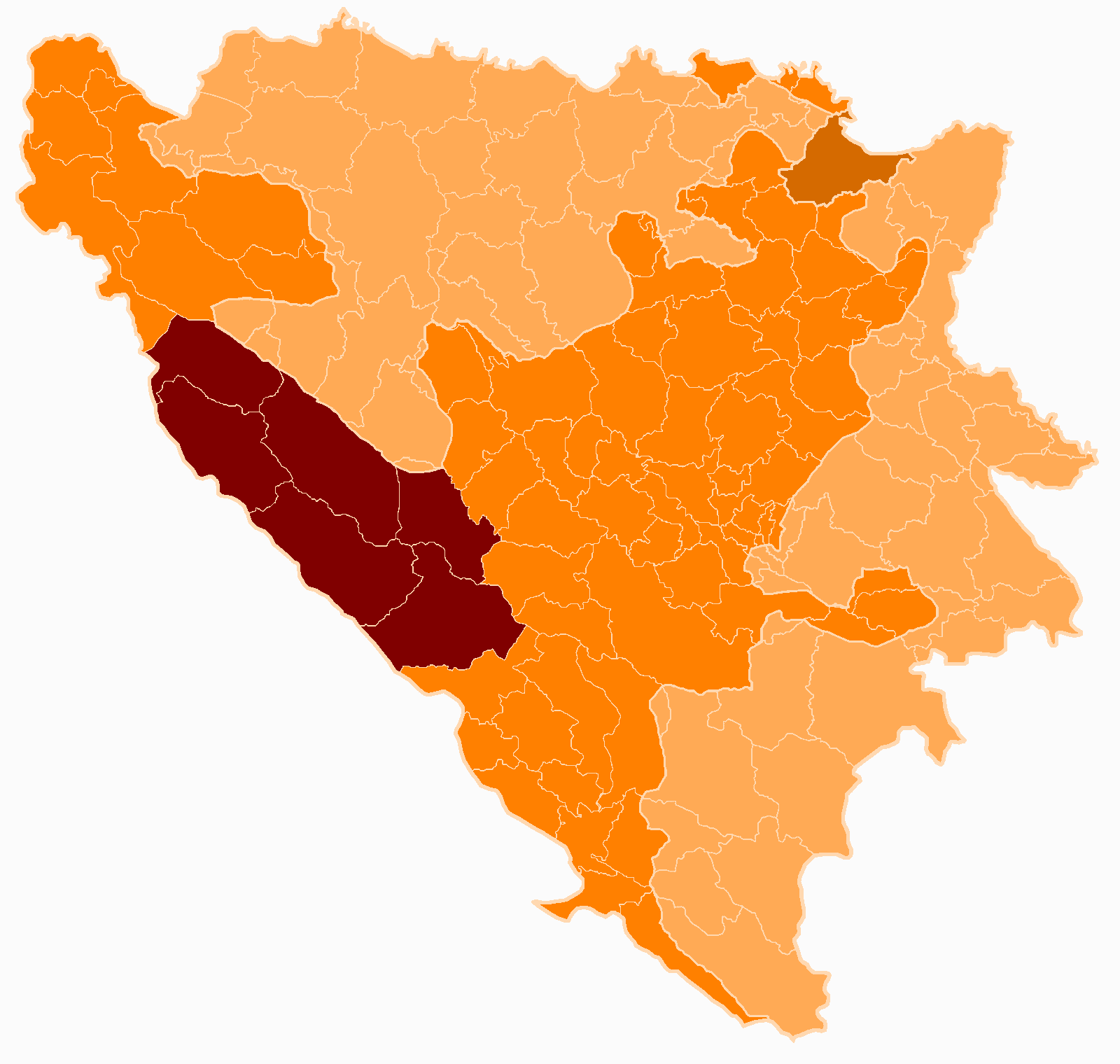
第十県の基礎自治体

第十県には6つの基礎自治体が存在する。県内の自治体は次の通り
- ドルヴァル（Drvar）
- ボサンスコ・グラホヴォ（Bosansko Grahovo）
- グラモチ（Glamoč）
- クプレス（Kupres）
- リヴノ（Livno）
- トミスラヴグラード（Tomislavgrad）

## 人口
県で最大の人口比率を占めるのはクロアチア人であり、2番目はセルビア人である。県内では、クプレス、リヴノ、トミスラヴグラードの3つの基礎自治体でクロアチア人が多数派を占める一方、ドルヴァル、ボサンスコ･グラホヴォ、グラモチではセルビア人が多数派となっている。
内戦前の1991年の段階で115,726人が居住しており、2003年には83,701人となっている。2003年の段階で、その民族別の内訳は次の通りである。
- 66,138人（79.0%）クロアチア人
- 10,377人（12.4%）セルビア人
- 6,860人（8.2%）ボシュニャク人

## 地理
面積は5,020平方キロメートルである。起伏にとんだ広大なカルスト地形の大地が広がり、県の地形を特徴付けている。
第十県はクロアチアとの国境に接しており、西ヘルツェゴビナ県、ウナ＝サナ県、中央ボスニア県、ヘルツェゴビナ・ネレトヴァ県と隣接している。第十県はボスニア・ヘルツェゴビナの西部に位置し、また、ボスニア・ヘルツェゴビナの構成体であるスルプスカ共和国とも隣接している。西には高い山があり、ボスニア・ヘルツェゴビナとクロアチアの自然国境を成している。
県の中心となっているのはリヴノであり、県で最大の都市である。県内にはリヴノ平原のような大きな平原が存在し、ブスコ湖（Busko）やクプレス湖（Kupres）などの湖もある。クプレスの近くには森林と高い山があり、クロアチア、およびボスニア・ヘルツェゴビナを中心に冬季にはスキー客が訪れる。